# Eddie Daniels

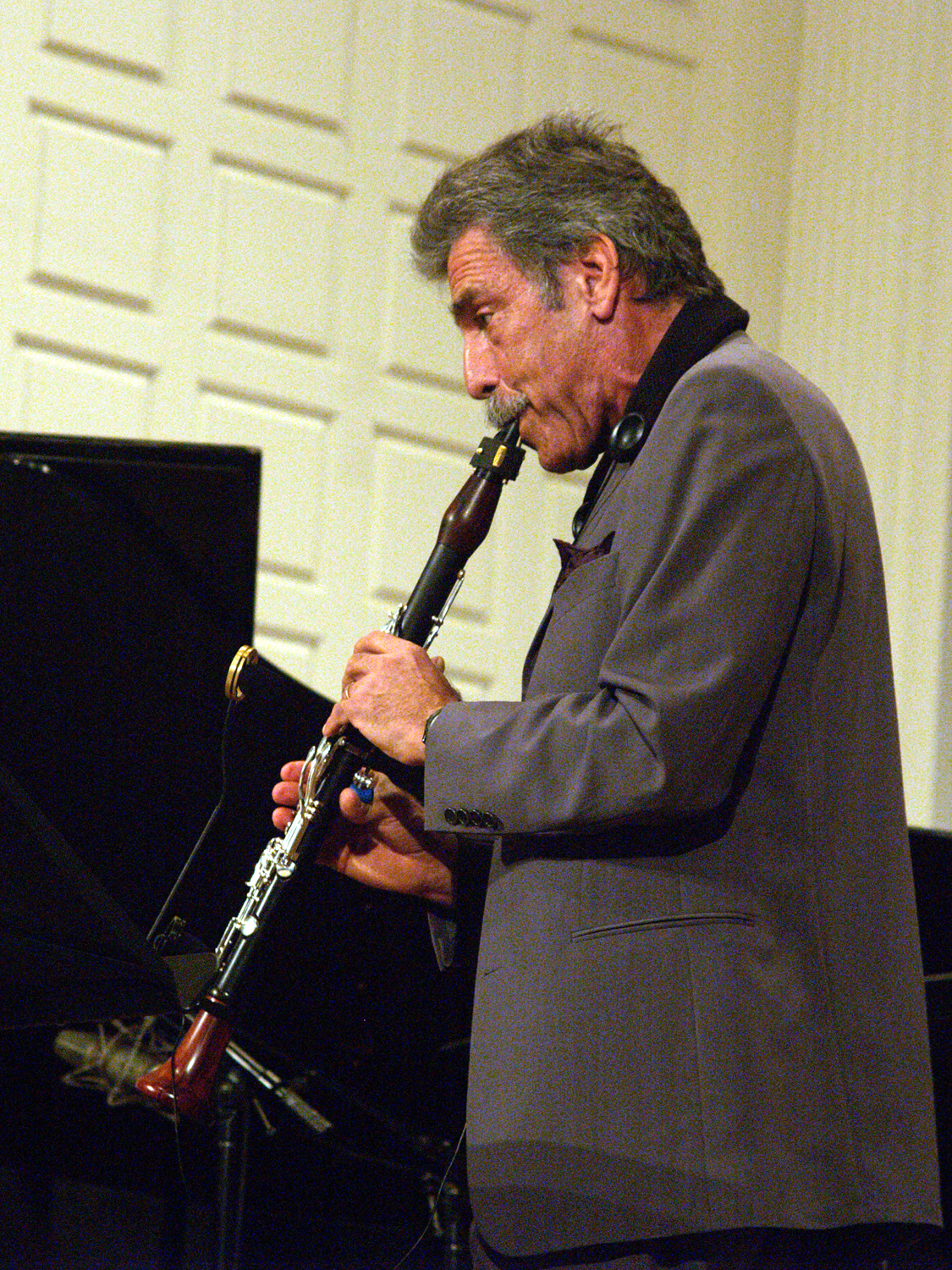
Eddie Daniels live in New Haven, CT 2007

Eddie Daniels (* 19. Oktober 1941 in New York City) ist ein US-amerikanischer Klarinettist, der sich sowohl als Jazzmusiker als auch als Interpret klassischer Musikwerke einen Namen gemacht hat.

## Leben und Wirken
Daniels begann seine Karriere als Jazzmusiker mit der Teilnahme am Newport Jazz Festival als Saxophonist in Marshall Browns International Youth Band. Er besuchte danach die Juilliard School of Music, wo er Klarinette studierte, und gehörte bei der Gründung des Thad Jones/Mel Lewis Orchestra 1966 zu deren ersten Mitgliedern. Im gleichen Jahr nahm er an dem von Friedrich Gulda organisierten Internationalen Wettbewerb für Modern Jazz in Wien teil, wo er den ersten Preis im Fach Saxophon erhielt.
Bis Anfang der 1970er Jahre spielte er auch Aufnahmen mit Freddie Hubbard, Richard Davis, Don Patterson und Duette mit Bucky Pizzarelli ein. Er konzentrierte sich zunehmend auf die Klarinette und erhielt den Downbeat Magazine's International Critics New Star Award sowie mehrere Grammys und Grammy-Nominierungen. Auch als Interpret klassischer Werke erhielt er Anerkennung. Leonard Bernstein sagte über ihn: Eddie Daniels combines elegance and virtuosity in a way that makes me remember Arthur Rubenstein. He is a thoroughly well-bred demon.
1972 und 1976 gehörte er The George Gruntz Concert Jazz Band an.
Daniels spielte eine Reihe von Alben als Bandleader mit eigener Band ein. Seit Anfang der 1990er Jahre trat er wieder verstärkt als Saxophonist auf. 1994 kam es zur Kooperation mit der Klarinettistin Sabine Meyer und dem Arrangeur/Komponisten Torrie Zito („Blues for Sabine“).
Der schweizerstämmige Komponist und Jazzsaxophonist Daniel Schnyder komponierte für Eddie Daniels 2009 im Auftrag des Orchestre de Chambre de Lausanne ein Concerto for Clarinet and Orchestra, genannt MATRIX 21, das im Januar 2010 unter der Leitung von Christian Zacharias uraufgeführt wurde; Schnyder hat es Daniels gewidmet. 

## Diskographie

### Jazz
- First Prize mit Richard Davis, Mel Lewis, Sir Roland Hanna, 1966
- A Flower for All Seasons
- This is Now mit Billy Childs, Vinnie Colaiuta, Jimmy Johnson, Tony Dumas, Ralph Penland, 1991
- Morning Thunder
- Street Wind
- Brief Encounter mit Rick Laird, Andy LaVerne, Billy Mintz, 1977
- Breakthrough
- To Bird With Love
- Memos From Paradise
- Blackwood mit Steve Khan, Rob Mounsey, Dave Grusin, Sammy Figueroa, Jeff Mironov, Dave Weckl, 1989
- Nepenthe mit John Patitucci, Sammy Figueroa, Chuck Loeb, Adam Nussbaum, Dave Weckl, 1989
- Benny Rides Again mit Gary Burton, Peter Erskine, Marc Johnson, Marcus Johnson, Mulgrew Miller, 1992
- Under the Influence mit Peter Erskine, Michael Formanek, Alan Pasqua, 1993
- Real Time mit Chuck Loeb, Ned Mann, Adam Nussbaum, 1994
- The Five Seasons, Jazzadaption der Vier Jahreszeiten von Antonio Vivaldi mit Alan Broadbent, Peter Erskine, Dave Carpenter und dem Los Angeles Chamber Orchestra 1995
- Beautiful Love
- Swing Low, Sweet Clarinet mit der hr-Bigband (Tony Lakatos, Kurt Bong, Thomas Heidepriem, Wilson de Oliveira, Wolfgang Haffner, Peter Feil, Torolf Mølgaard, John Oslawski, Martin Auer, Harry Petersen, Peter Reiter, Heinz-Dieter Sauerborn, Werner Vetterer), 2000
- Crossing the Line mit Larry Combs, Gary Novak, Larry Novak, Brad Opland und dem Rami Solomonow Streichquartett, 2004
- Mean What You Say mit Hank Jones, Kenny Washington, Richard Anthony Davis, 2005
- Homecoming. Live at the Iridium mit Joe Locke, Tom Ranier, Dave Finck, Joe LaBarbera, 2007
- Live at the Library of Congress mit Roger Kellaway, 2011
- Eddie Daniels & Roger Kellaway: Duke at the Roadhouse: Live in Santa Fe, 2013
- Eddie Daniels & Roger Kellaway: *Just Friends: Live at the Village Vanguard, 1988, ed. 2017
- Night Kisses. A Tribute to Ivan Lins (2020), mit Josh Nelson, Kuno Schmid, Dave Grusin, Bob James, Kevin Axt, Maurice Zottarelli + Harlem Quartet